# サンティアゴ (小惑星)
サンティアゴ (11335 Santiago) は小惑星帯に位置する小惑星。ベルギーの天文学者エリック・ヴァルター・エルストがヨーロッパ南天天文台で発見した。
チリの首都、サンティアゴに因んで命名された。